# Казе Негро (Асти)
Казе Негро је насеље у Италији у округу Асти, региону Пијемонт.
Према процени из 2011. у насељу је живело 12 становника. Насеље се налази на надморској висини од 297 м.